# Calamia
Calamia is een geslacht van nachtvlinders uit de familie Noctuidae.

## Soorten
- Calamia deliciosa Boursin, 1957
- Calamia flavirufa Hampson, 1910
- Calamia metamorpha (Boursin, 1960)
- Calamia staudingeri Warnecke, 1941
- Calamia tridens (groene weide-uil) (Hufnagel, 1766)